# بيجو 309
بيجو 309 هي سيارة عائلية صغيرة أمامية الدفع من صناعة بيجو سيتروين أنتجت في عام 1985 وتوقف إنتاجها في عام 1994. تمت صناعتها في إنجلترا وإسبانيا وفرنسا.